# Motown Records
Motown Records, známé též jako Tamla – Motown, je nahrávací společnost sídlící ve městě Detroit v americkém státě Michigan. Založil ji Berry Gordy Jr. 12. ledna 1959 (jinde uvedeno 7. června 1958) pod názvem Tamla Records. Tamla Records byla 14. dubna 1960 začleněna do Motown Record Corporation.
V lednu 1959 vyšel první singl, poslední deska vyšla v roce 1986. Motown a všechny přidružené labely včetně Tamly byly prodány MCA Music Entertainment Group a Boston Ventures v červnu 1988; nyní jsou součástí Universal Music Group.
Šlo o významnou společnost, která vydávala řadu předních umělců. Ve společnosti vydávali nahrávky Marvin Gaye, Barrett Strong a nespočet dalších umělců.

## Hudebníci
- Temptations
- Four Tops
- Smokey Robinson
- Marvin Gaye